# Collision aérienne de Dniprodzerjynsk
La collision aérienne de Dniprodzerjynsk est survenue le 11 août 1979, lorsque deux Tupolev Tu-134 d'Aeroflot entrèrent en collision à 8 400 m d'altitude, à la suite d'une erreur d'un contrôleur aérien, et s'écrasèrent près de Kourylivka, en république socialiste soviétique d'Ukraine. La catastrophe fit 178 victimes, soit la totalité des membres des équipages et des passagers des deux appareils.

## Avion
- Le premier avion de ligne, assurant le vol Aeroflot 7628, était un Tupolev Tu-134A, immatriculé CCCP-65816 (numéro de série 4352210), construit en 1974 et qui a effectué son premier vol le 24 mars de la même année. Il était exploité par la division moldave de la compagnie aérienne et, au moment de l'accident, il cumulé 12 739 heures de vol et 7 683 cycles (décollages/atterrissages).

Il y avait 88 passagers et six membres d'équipage à bord de ce vol.
- Le deuxième avion, effectuant le vol Aeroflot 7880, était un Tupolev Tu-134AK, immatriculé CCCP-65735 (numéro de série 1351405), qui est sorti d'usine le 5 novembre 1971 et qui a effectué son premier vol plus tard dans l'année. D'abord exploité comme un modèle « K », avec des salons de luxe et un hébergement de première classe, il a ensuite été converti en une configuration standard, pouvant accueillir 78 passagers. Au moment de l'accident, l'avion cumulait 10 753 heures de vol et 7075 cycles (décollages/atterrissages).

L'avion transportait 77 passagers et sept membres d'équipage, dont des membres de l'équipe de football du Pakhtakor Tachkent, club d'Ouzbékistan. 

## Déroulement des faits
Le vol 7628 s'est écarté d'environ 4 km vers la gauche de sa voie aérienne, tandis que le vol 7880 se trouvait à 500 m vers la gauche. À 13h35, les deux appareils ont soudainement disparu des écrans radar du contrôle aérien. Nikolai Zhukovsky (20 ans), le contrôleur aérien chargé de ce secteur de vol, a essayé de les contacter, mais ils n'ont pas répondu. 
À 13h37, Igor Chernov, le pilote d'un Antonov An-2 volant entre Tcherkassy et Donetsk, a signalé des débris tombés du ciel. Quelques minutes plus tard, Chernov a signalé avoir vu des pièces d'avion s'écraser dans la région de Dniprodzerjynsk.

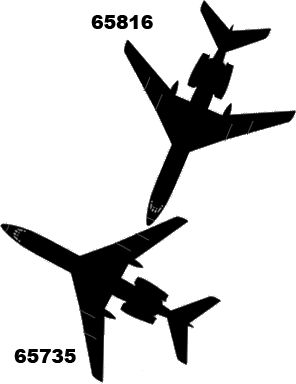
Représentation de l'angle relatif des avions au moment de la collision (l'immatriculation 65816 correspond au vol 7628, l'immatriculation 65735 correspond au vol 7880).

Les deux appareils sont entrés en collision dans un nuage à une altitude de 27 600 pieds (8 400 m), au-dessus de Dniprodzerzhynsk. L'aile droite du vol 7880 a traversé le fuselage avant du vol 7628, arrachant une partie de l'aile droite du vol 7880, dont les débris ont été ingérés par son moteur droit. 
L'impact a fait brutalement pivoter le vol 7628 vers la droite, provoquant la collision des queues des deux appareils, moment auquel le moteur gauche du vol 7628 a heurté la queue du vol 7880, et l'aile droite du vol 7628 a été arrachée. L'équipage du vol 7628 a perdu le contrôle de l'avion, qui s'est désintégré en vol, avec des débris s'éparpillant sur une zone mesurant 16 km de long sur 3 km de large.
Les dommages causés au 7880 comprenaient la perte de la majeure partie de l'empennage, d'un de ses moteurs et d'une partie de son aile droite. Les pilotes du 7880 ont tenté d'effectuer un atterrissage d'urgence, mais à une altitude d'environ 13 000 pieds (4 000 m), ils ont également perdu le contrôle de l'appareil et, à 13h38, ils se sont écrasés au sol au nord-est de Dniprodzerzhynsk, la violence du choc détruisant complètement l'avion,,. 

## Enquête
Lors de l'enquête qui a suivi, la commission a conclu que le centre de gravité et le poids au décollage des deux avions se situaient dans la plage normale et qu'il n'y avait pas eu d'explosion ou d'incendie avant la collision. La commission a également constaté que la maintenance avait été effectuée conformément aux exigences de la réglementation aérienne, et que le niveau de formation des équipages des deux avions, ainsi que leur expérience professionnelle, n'étaient pas la cause de l'accident.
Lorsque la commission a examiné l'action des contrôleurs, elle a découvert une série d'erreurs commises par Joukovski : 
- Il a refusé la demande du vol 7628 de monter de 27 600 pieds (8 400 m) à 31 500 pieds (9 600 m), déclarant qu'il se trouvait dangereusement proche d'un autre Tu-134 (65132). L'intervalle entre les deux avions était alors de 55 km - proche du minimum autorisé, bien que la distance de sécurité entre les deux avions aurait pu être augmentée en réduisant la vitesse de ce dernier.
- Il a ordonné au vol 7880 de monter de 23 600 pieds (7 200 m) à 27 600 pieds, bien que l'équipage ne l'ait pas demandé. Il en est résulté une situation de conflit avec le vol 7628.
- Il n'a pas ordonné à un autre avion, un Iliouchine Il-62 (86676) se trouvant alors à une altitude de 29 527 pieds (9 000 m), de monter à 33 500 pieds (10 200 m). Cela aurait augmenté la distance de sécurité entre lui et l'avion 65132.
- Les équipages ont été autorisés à enfreindre les règles concernant les fréquences radio et à discuter avec le superviseur du contrôle aérien au sujet des différentes instructions reçues. Deux minutes et 51 secondes avant la collision, Joukovski a entamé une discussion de 47 secondes avec l'équipage d'un Yakovlev Yak-40 ukrainien (87327), expliquant la nécessité pour eux de se changer d'altitude.

Les enquêteurs ont également découvert que le contrôleur le plus expérimenté, Vladimir Sumy, s'était trompé dans les dernières minutes avant la collision, ayant reçu une réponse vague sans indicatif d'appel, il n'a pas confirmé si l'équipage du vol 7880 avait compris le message. Il avait déjà reçu plusieurs sanctions concernant des violations des procédures standard, notamment pour une communication et une phraséologie inappropriées.
Il a également été constaté que le contrôleur principal, Sergei Sergeev, a davantage compliqué le contrôle du trafic aérien, en modifiant les responsabilités assignées au personnel, notamment en assignant Sumy à la supervision de Zhukovsky.
La conclusion finale de la commission était que la cause principale de cette collision aérienne était diverses erreurs et violations dans de nombreux domaines importants, comme les différents niveaux en vol, les distances de sécurité entre les avions présents dans le secteur de vol et les communications radio entre les avions et les contrôleurs aériens.